# Gameren
Gameren is een dorp in de Nederlandse gemeente Zaltbommel in de Nederlandse provincie Gelderland. Het dorp ligt vlak bij Zaltbommel en ligt langs de Waal. Het was een zelfstandige gemeente tot het in 1955 bij Kerkwijk werd gevoegd. Het dorp telde 3.115 inwoners op 1 januari 2023.

## Geschiedenis
Gameren ontstond op een stroomrug langs de Waal. In 1031 werd de plaats voor het eerst vermeld. Er ontstond een langgerekt esdorp. In de 14e eeuw werd de Waalbandijk aangelegd. Gameren ontwikkelde zich sindsdien ook noordwaarts in de richting van deze dijk.
In de 14e eeuw werd het kasteel Gameren gesticht. Verschillende adellijke families zijn met het kasteel en de heerlijkheid Gameren beleend, waaronder Pieck, Van Haeften en Van Balveren.

## Bezienswaardigheden
- Hervormde kerk
- Gereformeerde kerk (tegenwoordig: Gereformeerde Kerken vrijgemaakt)
- Hersteld Hervormde kerk
- Voormalig raadhuis aan Waalbandijk 5, van 1850. Oorspronkelijk Hervormde pastorie, en raadhuis van 1939-1955. Daarna woonhuis. In neoclassicistische stijl.
- Boerderijen:
  - Ridderstraat 23, van omstreeks 1750, met vroeg-19e-eeuwse landarbeiderswoning
  - Hoeve Den Hoek aan Delkant 3, van omstreeks 1860. Kop-hals-rompboerderij met hooiberg.
  - Hoeve De Ploegnagel, aan Delkant 7, van omstreeks 1870.

Zie ook
- Lijst van rijksmonumenten in Gameren
- Lijst van gemeentelijke monumenten in Gameren

## Natuur en landschap
Gameren ligt aan de Waal op een hoogte van ongeveer 2 meter. Tussen rivier en dorp liggen de Gamerense Waarden, met plassen. Ten zuiden vindt men het natuurgebied De Lieskampen en de Capreton. Verder wordt de omgeving, behorende tot het rivierkleigebied van de Bommelerwaard, gekenmerkt door grootschalige tuinbouwbedrijven.

## Onderwijs
Gameren heeft een protestants-christelijke basisschool genaamd School met de Bijbel. Deze school ligt aan de delkant tegenover de hertenkamp. De school had in 2010 circa 250 leerlingen.

## Nabijgelegen kernen
Zaltbommel, Nieuwaal, Kerkwijk